# Sidney Bechet
Sidney Bechet (Nova Orleans, 14 de maio de 1897 — Paris, França, 14 de maio de 1959) foi um clarinetista, saxofonista e compositor de jazz americano.

## Biografia
Em 1919 ele foi o clarinetista solista da Southern Syncopated Orchestra, conduzida pelo compositor Will Marion Cook, que se recusou a usar a palavra "jazz", mas estava ansioso para ver Bechet no centro das atenções. O maestro suíço Ernest Ansermet, que em diversas ocasiões ouviu esta formação em Londres, escreveu sobre Bechet. "Ele não pode dizer nada sobre a sua arte, exceto que ele segue o seu próprio caminho. .. e talvez o caminho em que o mundo "swingará" amanhã."
Músico prodígio, nascido em uma família crioula. Foi morar Chicago no ano de 1917 para tocar com dois exilados famosos, o trompetista Freddie Keppard e pianista Tony Jackson. Acompanhou Cook, em Londres, onde ele descobre o saxofone soprano, um instrumento mais dominante do que o clarinete e com o qual ele pode facilmente produzir vibrato, que é sua marca.
Bechet mudou-se para Nova York, onde o pianista Clarence Williams quis a todo o custo gravar, sobretudo com Louis Armstrong. Assim, em vez de uma primeira reunião entre estes gigantes do jazz, novos problemas fizeram com que ele voltasse à Europa.

## Discografia
- The Legendary Sidney Bechet, RCA Bluebird
- Sidney Bechet in New York, JSP (com Louis Armstrong).
- The King Jazz Story Vol.4, Storyville (com Cousin Joe)
- Jazz Classics Vol.1, Blue Note (com Bunk Johnson, Albert Nicholas).
- El Doudou, Vogue, 1956 (com Albert Langue).